# Zvonik (časopis)
Zvonik je srbijanski katolički mjesečnik na hrvatskom jeziku koji su 1994. pokrenuli svećenici Hrvati Subotičke biskupije.

## Povijest
Zvonik su osnovali svećenici Hrvati Subotičke biskupije, 19. rujna 1994. godine u Baču, u sjeni zvonika franjevačke crkve iz 13. stoljeća. List je nazvan po tom najstarijem zvoniku u Subotičkoj biskupiji. Početna novčana sredstva za izdavanje lista osigurali su svećenici. Do 2014. godine nakladnik Zvonika bio je župni ured svetog Roka u Subotici, a od 2014. izdavač je Izdavački odjel Katoličkoga društva „Ivan Antunović“ sa sjedištem u Subotici.
Zvonik je 20. listopada 1994. registriran u Ministarstvu za informacije Republike Srbije. Prvi broj je izišao iz tiska početkom studenoga 1994., za svetkovinu Svih svetih. Svrha i ciljevi lista bili su navedeni u prvom broju Zvonika: najavili su praćenje svih događaja u životu Crkve u Hrvata Subotičke biskupije kao i događaje u životu vjernika Mađara, Slovaka, Nijemaca te onih naroda koji žive u Subotičkoj biskupiji, život opće Crkve i dr. Također, misija Zvonika bila je poticati vjernike na molitvu, na zahvalnost, i slavljenje Boga ili pak na kajanje zbog osobnih grijeha i grijeha svijeta. 

## Sadržaj
Redovite i povremene rubrike danas su: Riječ urednika, Meditacija, Aktualno, Paulinum - za duhovna zvanja, Liturgija, Upoznajmo Bibliju, Ekologija, Psihologija, Braći u pohode, Caritas, Naš kandidat za sveca, Svetac mjeseca, Poetski kutak, Moralni kutak, Bunarić, Katehetski kutak, Obitelj, Mladi, Djeca, Povijesni kutak, Tragovi kulture, Jubileji, Duhovnost, Kršćanski stav, kao i brojna događanja iz Subotičke biskupije i regije kao i vijesti iz Crkve u Hrvata i u svijetu.

## Uredništvo
Višegodišnji urednik je bio Andrija Anišić, od osnutka časopisa 1994. godine do svibnja 2007. godine, kada glavni i odgovorni urednik postaje mr. Mirko Štefković, a zamjenica Željka Zelić. Uz njih, članovi uredništva su i dosadašnji glavni urednik mr. Andrija Anišić, mr. Ervin Čeliković, Katarina Čeliković te Vedran Jegić.
Od godine 2012. glavni i odgovorni urednik bio je Dragan Muharem, u uredništvu su još bili zamjenica Željka Zelić, pročelnik Izdavačkoga odjela Katoličkog društva za kulturu, povijest i duhovnost "Ivan Antunović", Andrija Anišić, teh. urednik Ervin Čeliković, lektorica Katarina Čeliković te Mirko Štefković, a u uredničkom vijeću su bili Stjepan Beretić, Ladislav Huska, Vesna Huska, Franjo Ivanković, Andrija Kopilović, Mato Miloš, Lazar Novaković, Jakob Pfeifer i Željko Šipek.
Od prosinca 2016. godine do travnja 2018. godine glavni i odgovorni urednik bio je vlč. Siniša Tumbas Loketić, a članovi uredništva bili su i dipl. graf. ing. Ivan Blesić, preč. mr. sc. Mirko Štefković, Margareta Jaramazović, mr. sc. dr. med. Nikola Knezi te lektorica mr. sc. prof. Ivana Buljubašić.[nedostaje izvor]
Od travnja 2018. godine glavnim urednikom imenovan je vlč. Vinko Cvijin, a članovi Uredništva su: vlč. Dragan Muharem (član uredništva), Željka Zelić (redaktura i korektura), Ana Gaković (lektura), Nela Skenderović i Dario Marton (novinari), Jelena Ademi (tehnička urednica) i Vedran Jegić (fotograf).

## Poznati suradnici
- Marija Maja Dulić, hrv. književnica
- mons. Andrija Kopilović
- Ivanka Brađašević, hrv. književnica[3]

## Nagrade i priznanja
Višegodišnji urednik Zvonika, Andrija Anišić, 2000. godine je za svoje rad na uređivanju ovoga časopisa dobio Antušovu nagradu, nagradu Hrvata u Vojvodini.
Zvonik je 2003. godine dobio i priznanje Pro urbe koje koje dodjeljuje Skupština grada Subotice. 
Godine 2015. u povodu 20. obljetnice izlaženja, Zvonik je dobio i priznanje Hrvatskog društva katoličkih novinara sa sjedištem u Zagrebu koje je uredniku i članovima uredništva uručeno na svečanosti u Zagrebu, 1. lipnja 2015. godine.

## Vanjske poveznice
Mrežna mjesta
- Zvonik  Arhivirana inačica izvorne stranice od 30. travnja 2021. (Wayback Machine), službeno mrežno mjesto